# Emili Paulus
Els Emili Paulus (llatí: Aemilius Paullus o Paulus) foren una branca familiar de la gens Emília. El primer que va portar el cognom Paulus va ser Marc Emili Paulus, cònsol el 302 aC. La família es va extingir amb Luci Emili Paulus Macedònic, que encara que va deixar dos fills, van ser adoptar per altres gentes. Gairebé cent anys més tard la família dels Emili Lèpid va fer reviure el cognom amb Luci Emili Paulus, germà del triumvir, i els seus descendents Paulus Emili Lèpid i Luci Emili Paulus, però realment se'ls ha de considerar membres de la família Lèpid.
El rebesnet d'Emili Paulus Macedònic, un Fabi Màxim, rebé el praenomen de Paulus en honor seu, atès que son pare, Quint Fabi Màxim, volia honrar el seu besavi que, per mor de l'adopció del seu avi, perdé el nom. Tant ell, Paulus Fabi Màxim, com el seu fill, Paulus Fabi Pèrsic, portaren aquest prenom.

## Genealogia
- Marc Emili Paulus (cònsol 302 aC)
  - Marc Emili Paulus (cònsol 255 aC)
    - Luci Emili Paulus (cònsol 219 i 216 aC)
      - Luci Emili Paulus Macedònic (cònsol 182 i 168 aC), casat amb 1.- Papíria, i 2.- Dama de nom desconegut
        - (de Papíria) Fill gran (probablement Luci Emili Paulus) adoptat per Quint Fabi Màxim, va prendre el nom de Quint Fabi Màxim Emilià
          - El seu besnet s'anomenà Paulus Fabi Màxim, tot recuperant el nom de Paulus del seu rebesavi, i continuà amb el seu fill Paulus Fabi Pèrsic.

        - (de Papíria) Fill jove (probablement Marc Emili Paulus) adoptat per Publi Corneli Escipió Africà el Vell, va agafar el nom de Publi Corneli Escipió Africà el Jove
        - (de Papíria) Emília Primera, casada amb Quint Eli Tuberó
        - (de Papíria) Emília Segona, casada amb Marc Porci Cató Licinià el vell (fill de Marc Porci Cató Censorí)
        - (de 2) fill mort a catorze anys el 167 aC
        - (de 2) fill mort a dotze anys el 167 aC
        - Emília Tercera, casada i amb un fill el 168 aC

      - Emília, casada amb Publi Corneli Escipió Africà el Vell.